# Campionati europei di tiro da 10 metri 2014
I Campionati europei di tiro da 10 metri 2014 sono stati la 45ª edizione della competizione organizzata dalla Federazione europea di tiro. Si sono svolti dal 2 al 5 marzo 2014 a Mosca, in Russia.

## Calendario
| Data    | Ora (UTC+4) | Finale                        |
| ------- | ----------- | ----------------------------- |
| 2 marzo | 9:00        | Bersaglio mobile misto donne  |
| 3 marzo | 9:00        | Bersaglio mobile misto uomini |
| 4 marzo | 9:00        | Pistola donne                 |
| 4 marzo | 10:35       | Carabina uomini               |
| 4 marzo | 14:30       | Bersaglio mobile donne        |
| 5 marzo | 9:00        | Pistola uomini                |
| 5 marzo | 9:00        | Bersaglio mobile uomini       |
| 5 marzo | 11:00       | Carabina donne                |

## Podi

### Uomini
| Evento                           | Oro                                                          | Punti         | Argento                                                  | Punti                  | Bronzo                                                       | Punti       |
| Carabina                         | Aleh Car'kov                                                 | 208,6         | Vital' Bubnovič                                          | 205,3                  | Nazar Luginec                                                | 185,4       |
| Carabina a squadre               | Bielorussia Illja Čarhejka Vital' Bubnovič Jurij Ščarbacėvič | 1873,2        | Ucraina Aleh Car'kov Serhij Kasper Serhij Kuliš          | 1870,8                 | Russia Nazar Luginec Sergej Kruglov Denis Sokolov            | 1868,2      |
| Pistola                          | Oleh Omel'čuk                                                | 200,7         | Vital' Kudzi                                             | 199,3                  | João Costa                                                   | 180,0       |
| Pistola a squadre                | Ucraina Denys Kušnirov Oleh Omel'čuk Viktor Bankin           | 1735-60x      | Italia Dino Briganti Luca Tesconi Mauro Badaracchi       | 1733-64x               | Bielorussia Vital' Kudzi Jaŭhen Zajčyk Juryj Dalhapolaŭ      | 1731-64x    |
| Bersaglio mobile                 | Łukasz Czapla                                                | Łukasz Czapla | Vladyslav Prjanišnikov                                   | Vladyslav Prjanišnikov | József Sike                                                  | József Sike |
| Bersaglio mobile a squadre       | Ungheria József Sike Tamás Tasi László Boros                 | 1734-41x      | Russia Maksim Stepanov Michail Azarenko Aleksandr Blinov | 1708-47x               | Finlandia Sami Heikkila Krister Holmberg Tomi-Pekka Heikkila | 1707-41x    |
| Bersaglio mobile misto           | Krister Holmberg                                             | 386-9x        | Vladyslav Prjanišnikov                                   | 385-8x                 | Emil Martinsson                                              | 383-9x      |
| Bersaglio mobile misto a squadre | Finlandia Sami Heikkila Tomi-Pekka Heikkila Krister Holmberg | 1141          | Russia Maksim Stepanov Michail Azarenko Aleksandr Blinov | 1127                   | Ungheria József Sike Tamás Tasi László Boros                 | 1120        |

### Donne
| Evento                           | Oro                                                            | Punti                | Argento                                                         | Punti           | Bronzo                                                         | Punti            |
| Carabina                         | Julianna Miskolczi                                             | 209,5                | Andrea Arsović                                                  | 206,6           | Ivana Maksimović                                               | 184,9            |
| Carabina a squadre               | Serbia Ivana Maksimović Andrea Arsović Dragana Todorović       | 1247,1               | Germania Jessica Mager Barbara Engleder Sonja Pfeilschifter     | 1246,4          | Italia Martina Pica Petra Zublasing Sabrina Sena               | 1244,1           |
| Pistola                          | Stefanie Thurmann                                              | 196,8                | Monika Karsch                                                   | 194,9           | Viktoryja Čajka                                                | 176,6            |
| Pistola a squadre                | Russia Ljubov' Jaskevič Margarita Semënova Ekaterina Koršunova | 1145-23x             | Germania Stefanie Thurmann Monika Karsch Munkhbayar Dorjsuren   | 1144-29x        | Francia Céline Goberville Stéphanie Tirode Sandrine Goberville | 1140-34x         |
| Bersaglio mobile                 | Viktorija Rybovalova                                           | Viktorija Rybovalova | Ol'ga Stepanova                                                 | Ol'ga Stepanova | Galyna Avramenko                                               | Galyna Avramenko |
| Bersaglio mobile a squadre       | Russia Ol'ga Stepanova Marina Fëdorenko Irina Izmalkova        | 1116-15x             | Ucraina Galyna Avramenko Kateryna Samohina Viktorija Rybovalova | 1105-22x        | Non assegnato                                                  | Non assegnato    |
| Bersaglio mobile misto           | Ol'ga Stepanova                                                | 380-8x               | Galyna Avramenko                                                | 378-8x          | Irina Izmalkova                                                | 368-10x          |
| Bersaglio mobile misto a squadre | Russia Irina Izmalkova Marina Fëdorenko Ol'ga Stepanova        | 1111-20x             | Ucraina Galyna Avramenko Viktorija Rybovalova Kateryna Samohina | 1100-14x        | Non assegnato                                                  | Non assegnato    |

## Medagliere
| Pos.   | Paese       | Oro | Argento | Bronzo | Totale |
| ------ | ----------- | --- | ------- | ------ | ------ |
| 1      | Ucraina     | 4   | 6       | 1      | 11     |
| 2      | Russia      | 4   | 3       | 3      | 10     |
| 3      | Ungheria    | 2   | 0       | 2      | 4      |
| 4      | Finlandia   | 2   | 0       | 1      | 3      |
| 5      | Germania    | 1   | 3       | 0      | 4      |
| 6      | Bielorussia | 1   | 2       | 2      | 5      |
| 7      | Serbia      | 1   | 1       | 1      | 3      |
| 8      | Polonia     | 1   | 0       | 0      | 3      |
| 9      | Italia      | 0   | 1       | 1      | 2      |
| 10     | Francia     | 0   | 0       | 1      | 1      |
| 10     | Portogallo  | 0   | 0       | 1      | 1      |
| 10     | Svezia      | 0   | 0       | 1      | 1      |
| Totale | Totale      | 12  | 12      | 12     | 36     |